# Sammy Hagar
Samuel Roy Hagar (ur. 13 października 1947 w Salinas) – amerykański wokalista oraz gitarzysta znany głównie ze współpracy z zespołem Van Halen, w którym zastąpił Davida Lee Rotha. Był członkiem zespołu w latach 1985–1996 i 2004–2006. Razem z zespołem nagrał 4 albumy studyjne, aż został zastąpiony w 1996 r. przez znanego z zespołu Extreme Gary-ego Cherone, po czym w 2004 r. powrócił na krótki, dwuletni okres.
Znany jest również z zespołów Montrose, HSAS, The Waboritas, The Circle, czy Chickenfoot, oraz z kariery solowej – nagrał kilkanaście solowych albumów, z których status najbardziej znanych przebojów obejmowały między innymi I Can’t Drive 55, One Way to Rock, Turn Up The Music czy Give to Live.
W 2006 roku piosenkarz został sklasyfikowany na 12. miejscu listy 100 najlepszych wokalistów wszech czasów według Hit Parader.

## Publikacje
- Red: My Uncensored Life in Rock, 2012, It Books, ISBN 978-0-06-200929-6.
- Are We Having Any Fun Yet?: The Cooking & Partying Handbook, 2015, Dey Street Books, ISBN 978-0-06-237000-6.

## Dyskografia
Albumy solowe
| Nine on a Ten Scale                     | - Data: maj 1976 - Wydawca: Capitol Records             | 167 | –  | –  |                        |
| Sammy Hagar                             | - Data: styczeń 1977 - Wydawca: Capitol Records         | 89  | 86 | –  |                        |
| Musical Chairs                          | - Data: październik 1977 - Wydawca: Capitol Records     | 100 | –  | –  |                        |
| Street Machine                          | - Data: wrzesień 1979 - Wydawca: Capitol Records        | 71  | 38 | –  |                        |
| Danger Zone                             | - Data: 21 czerwca 1980 - Wydawca: Capitol Records      | 85  | 25 | –  |                        |
| Standing Hampton                        | - Data: styczeń 1982 - Wydawca: Geffen Records          | 28  | 84 | –  | - USA: platynowa płyta |
| Three Lock Box                          | - Data: 30 listopada 1982 - Wydawca: Geffen Records     | 17  | –  | –  | - USA: złota płyta     |
| VOA                                     | - Data: 23 lipca 1984 - Wydawca: Geffen Records         | 32  | –  | –  | - USA: platynowa płyta |
| I Never Said Goodbye                    | - Data: 23 czerwca 1987 - Wydawca: Geffen Records       | 14  | –  | –  | - USA: złota płyta     |
| Marching to Mars                        | - Data: 20 maja 1997 - Wydawca: MCA Records             | 18  | –  | –  |                        |
| Cosmic Universal Fashion                | - Data: 18 listopada 2008 - Wydawca: Roadrunner Records | 95  | –  | –  |                        |
| Sammy Hagar & Friends                   | - Data: 11 września 2013 - Wydawca: Frontiers Records   | 23  | 92 | 79 |                        |
| „–” oznacza, że album nie był notowany. |                                                         |     |    |    |                        |

Sammy Hagar & The Waboritas
| Red Voodoo                              | - Data: 23 marca 1999 - Wydawca: MCA Records           | 22  | –  |
| Ten 13                                  | - Data: 24 października 2000 - Wydawca: Beyond Music   | 52  | –  |
| Not 4 Sale                              | - Data: 8 października 2002 - Wydawca: Cabo Wabo Music | 181 | 11 |
| Livin’ It Up!                           | - Data: 25 lipca 2006 - Wydawca: Cabo Wabo Music       | 50  | –  |
| „–” oznacza, że album nie był notowany. |                                                        |     |    |

Inne
| Tytuł                         | Dane dot. albumu                                         | Pozycja na liście | Pozycja na liście |
| Tytuł                         | Dane dot. albumu                                         | USA               | USA Ind.          |
| ----------------------------- | -------------------------------------------------------- | ----------------- | ----------------- |
| Lite Roast (oraz Vic Johnson) | - Data: 14 października 2014 - Wydawca: Mailboat Records | 188               | 40                |

## Filmografia
| Tytuł                                               | Rok  | Rola        | Uwagi                                               | Źródło |
| --------------------------------------------------- | ---- | ----------- | --------------------------------------------------- | ------ |
| „The Road to Rachel”                                | 2011 | jako on sam | film dokumentalny, reżyseria: Donald J. Koko        | [ 14 ] |
| „Texxas Jam '78"                                    | 2012 | jako on sam | film dokumentalny, reżyseria: James Austin          | [ 15 ] |
| „Supermensch: The Legend of Shep Gordon”            | 2013 | jako on sam | film dokumentalny, reżyseria: Beth Aala, Mike Myers | [ 16 ] |
| „The Other One: The Long, Strange Trip of Bob Weir” | 2014 | jako on sam | film dokumentalny, reżyseria: Mike Fleiss           | [ 17 ] |
| „Guitar Man”                                        | 2015 | jako on sam | film dokumentalny, reżyseria: Eric Paul Fournier    | [ 18 ] |